# Championnat d'Afrique des nations féminin de handball 2006
Navigation
Championnat d'Afrique des nations 2004 Championnat d'Afrique des nations 2008
La 17e édition du Championnat d'Afrique des nations féminin de handball a eu lieu à Tunis (Tunisie) du 10 au 20 janvier 2006. Le tournoi réunit les meilleures équipes masculines de handball en Afrique et se déroule concomitamment avec le tournoi masculin.
La compétition est remportée par l'Angola qui maintient sa suprématie sur le continent en raflant son huitième titre en dix éditions au grand dam de la Tunisie (battu en finale 32-30) et du Congo (troisième). Les trois équipes sont ainsi qualifiées pour le championnat du monde 2007.

## Lieux de compétition
| Ville     | Salle                           | Capacité      |
| --------- | ------------------------------- | ------------- |
| Radès     | Palais des sports du 7-Novembre | 14 000 places |
| El Menzah | Palais des sports d'El Menzah   | 4 500 places  |

## Phase de groupes

### Groupe A
|   | Équipe        | Pts | J | G | N | P | Bp | Bc | Diff |
| - | ------------- | --- | - | - | - | - | -- | -- | ---- |
| 1 | Congo         | 4   | 2 | 2 | 0 | 0 | 59 | 41 | 18   |
| 2 | Côte d'Ivoire | 1   | 2 | 0 | 1 | 1 | 50 | 55 | -5   |
| 3 | Cameroun      | 1   | 2 | 0 | 1 | 1 | 45 | 58 | -13  |

| Date et heure         | Équipe 1      | -  | VS | -  |  | Équipe 2      |
| 12 janvier 2006 16h30 | Cameroun      | 18 | -  | 31 |  | Congo         |
| 14 janvier 2006 16h30 | Congo         | 28 | -  | 23 |  | Côte d'Ivoire |
| 16 janvier 2006 16h30 | Côte d'Ivoire | 27 | -  | 27 |  | Cameroun      |

L'Algérie et la Tanzanie, initialement dans ce groupe, ont déclaré forfait.

### Groupe B
|   | Équipe   | Pts | J | G | N | P | Bp  | Bc  | Diff |
| - | -------- | --- | - | - | - | - | --- | --- | ---- |
| 1 | Angola   | 5   | 3 | 2 | 1 | 0 | 116 | 54  | 62   |
| 2 | Tunisie  | 5   | 3 | 2 | 1 | 0 | 86  | 50  | 36   |
| 3 | RD Congo | 2   | 3 | 1 | 0 | 2 | 64  | 89  | -25  |
| 4 | Gabon    | 0   | 3 | 0 | 0 | 3 | 52  | 125 | -73  |

| Date et heure         | Équipe 1 | -  | VS | -  |  | Équipe 2 |
| 10 janvier 2006 16h30 | Tunisie  | 39 | -  | 17 |  | Gabon    |
| 11 janvier 2006 14h30 | Gabon    | 12 | -  | 55 |  | Angola   |
| 12 janvier 2006 16h30 | Angola   | 40 | -  | 21 |  | RD Congo |
| 14 janvier 2006 16h30 | Tunisie  | 26 | -  | 12 |  | RD Congo |
| 16 janvier 2006 16h30 | Tunisie  | 21 | -  | 21 |  | Angola   |
| 16 janvier 2006 20h30 | Gabon    | 23 | -  | 31 |  | RD Congo |

Le Sénégal, initialement dans ce groupe, a déclaré forfait par manque de budget.

## Phase finale
|  | Demi-finales                    | Demi-finales                |                        |    | Finale                      | Finale                      |
|  | Demi-finales                    | Demi-finales                |                        |    | Finale                      | Finale                      |
|  |                                 |                             |                        |    |                             |                             |
|  | 18 janvier 2006 16h30 Radès     | 18 janvier 2006 16h30 Radès |                        |    | 20 janvier 2006 18h30 Radès | 20 janvier 2006 18h30 Radès |
|  | 18 janvier 2006 16h30 Radès     | 18 janvier 2006 16h30 Radès |                        |    | 20 janvier 2006 18h30 Radès | 20 janvier 2006 18h30 Radès |
|  | Tunisie                         | 24                          |                        |    | 20 janvier 2006 18h30 Radès | 20 janvier 2006 18h30 Radès |
|  | Tunisie                         | 24                          |                        |    | 20 janvier 2006 18h30 Radès | 20 janvier 2006 18h30 Radès |
|  | Congo                           | 21                          |                        |    | 20 janvier 2006 18h30 Radès | 20 janvier 2006 18h30 Radès |
|  | Congo                           | 21                          | Tunisie                | 30 |                             |                             |
|  | 18 janvier 2006 16h30 El Menzah |                             | Tunisie                | 30 |                             |                             |
|  |                                 | Angola                      | 32                     |    |                             |                             |
|  | Angola                          | Angola                      | 32                     | 29 |                             |                             |
|  | Angola                          |                             |                        | 29 |                             |                             |
|  | Côte d'Ivoire                   | 28                          |                        |    |                             |                             |
|  | Côte d'Ivoire                   | 28                          | Match pour la 3e place |    |                             |                             |
|  |                                 |                             |                        |    |                             |                             |
|  | 19 janvier 2006 16h30 El Menzah |                             |                        |    |                             |                             |
|  |                                 |                             |                        |    |                             |                             |
|  | Congo                           | 22                          |                        |    |                             |                             |
|  | Congo                           | 22                          |                        |    |                             |                             |
|  | Côte d'Ivoire                   | 15                          |                        |    |                             |                             |
|  | Côte d'Ivoire                   | 15                          |                        |    |                             |                             |

Match pour la 5e place
| 19 janvier 2006 14h30 | Cameroun  | 31 - 27 | RD Congo | El Menzah |
| 19 janvier 2006 14h30 | (12 - 13) |         |          | El Menzah |

## Classement final
Le classement final est le suivant :
| Classement                  | Nation        |
| --------------------------- | ------------- |
| Médaille d'or, Afrique      | Angola        |
| Médaille d'argent, Afrique  | Tunisie       |
| Médaille de bronze, Afrique | Congo         |
| 4                           | Côte d'Ivoire |
| 5                           | Cameroun      |
| 6                           | RD Congo      |
| 7                           | Gabon         |
| Forfaits                    | Algérie       |
| Forfaits                    | Sénégal       |
| Forfaits                    | Tanzanie      |

L'Algérie, le Sénégal et la Tanzanie ont déclaré forfait.

## Récompenses
L'équipe-type désignée par la Confédération africaine de handball (CAHB) est composée des joueurs suivants :
- Meilleur joueuse : Gisèle Donguet ( Congo)
- Meilleur gardienne de but : Nour Naïri ( Tunisie)
- Meilleur ailière gauche : Céline Dongo ( Côte d'Ivoire)
- Meilleur arrière gauche : Gisèle Donguet ( Congo)
- Meilleur demi-centre : Raja Toumi ( Tunisie)
- Meilleur pivot : Elzira Tavares ( Angola)
- Meilleur arrière droite : Ilda Bengue ( Angola)
- Meilleur ailière droite : Léontine Nkembo Kibamba ( Congo)